# پوئبلو
پوئِبلو گونه‌ای دهکده سرخ‌پوستی با خانه‌های خشتی و کاهگلی است که توسط برخی از قبایل در جنوب غربی ایالات متحده آمریکا پدید آمده بود. پوئبلو یک محل زیست اجتماعی بزرگ بود که به اتاقهای زیادی تقسیم شده و تا ۵ طبقه ارتفاع داشت و معمولاً از خشت ساخته شده بود. مردمی که هنوز در پوئبلوها زندگی می‌کنند، مردم خشت‌نشین یا مردم پوئبلو نام دارند. این مردم امروزه در ۲۰ پوئبلو که از سوی دولت آمریکا به رسمیت شناخته شده ساکن هستند.
واژه پوئبلو همچنین در اسپانیایی به معنی دهکده است.

## پوئبلوهای مردم آناسازی
آناسازی‌ها پوئبلوهای جالب توجه خود را از خشت (آجرهای گلی که در آفتاب خشک می‌شوند)، چوب و گل می‌ساختند. این خانه‌های چند-اشکوبه، ارتفاعی برابر با یک ساختمان ۴ طبقه داشتند. پشت بام مسطح خانه‌ای که در ردیف اول واقع شده بود، بشمار می‌آمد. دیوارهای پوئبلوها، بویژه در طبقه همکف غالباً فاقد در یا پنجره بود. این امر باعث می‌شد که آسانتر در برابر دشمنان از آن دفاع کرد. در خرابه‌های به جای مانده از قوم آناسازی، هیچ نشانی از اینکه خانواده‌های توانگر، خانه‌های بزرگ‌تری داشته‌اند، وجود ندارد. همه خانه‌ها به یک اندازه بوده و از وسایل و امکانات برابر برخوردار بودند.